# Moraleja de las Panaderas
Moraleja de las Panaderas es un municipio de España, en la provincia de Valladolid, comunidad autónoma de Castilla y León. Tiene una superficie de 15,34 km² con una población de 42 habitantes y una densidad de 2,67 hab/km².

## Toponimia

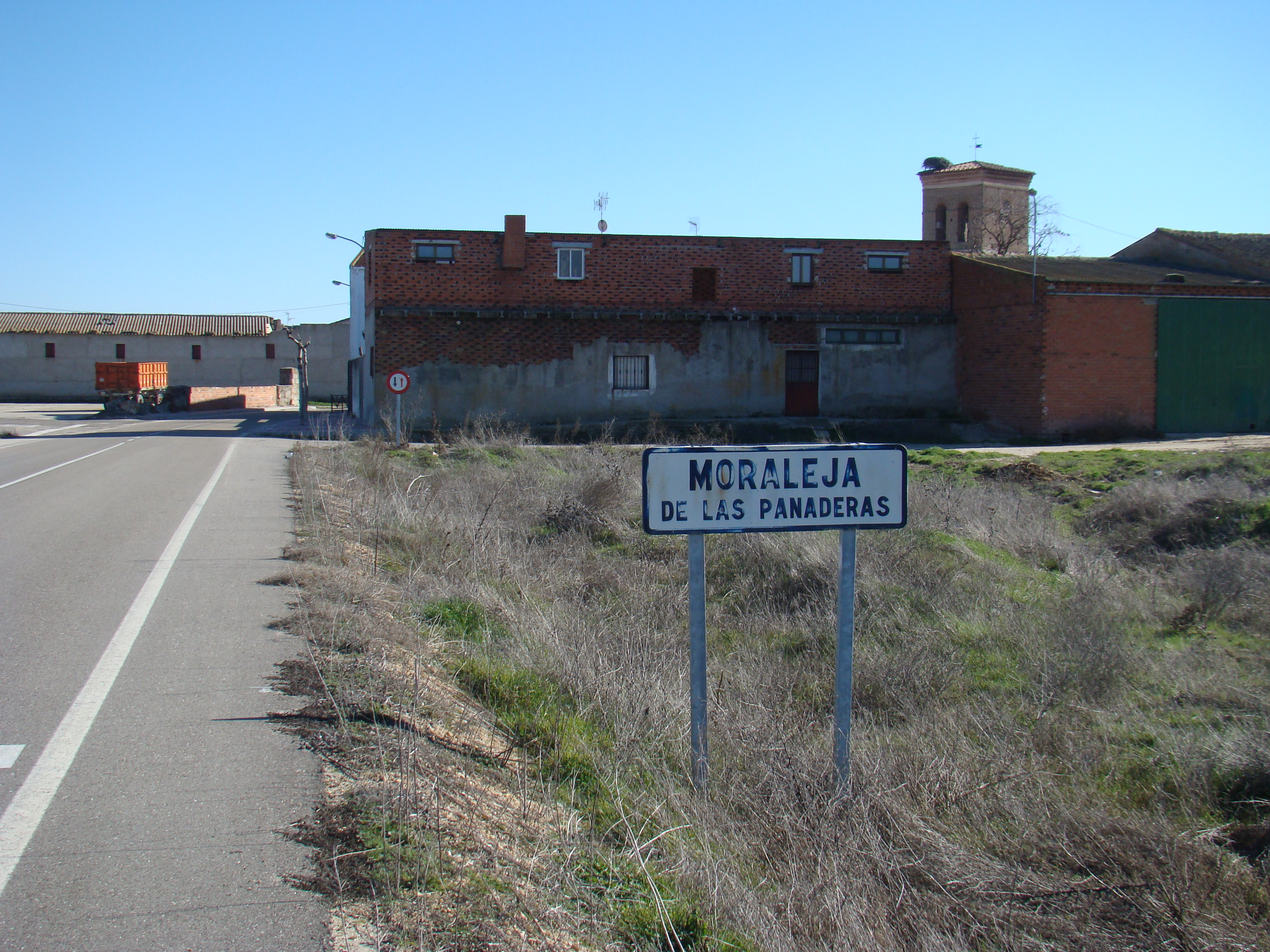
Llegada a Moraleja de las Panaderas.

En las investigaciones realizadas en diversos documentos tanto eclesiásticos como civiles, aparece citada esta localidad con las variantes de Moraleia, Moralexa, Moraleja, siendo citada por Floridablanca en su censo de 1787 como Moralejas de las Panaderas. Hasta la fecha no se ha encontrado una explicación sobre el nombre de Moraleja, aunque sí bastantes respuestas especulativas. En cuanto al añadido de las panaderas, aunque tampoco hay una explicación escrita, no es difícil relacionar el apelativo con una realidad histórica: es sabido que en las localidades cercanas a Medina del Campo existían gran cantidad de hornos para elaborar el pan, producto que tenía una fuerte demanda desde Medina, sobre todo en los días de ferias. La elaboración de pan era un oficio casi exclusivamente femenino. El pan fue un producto básico en la alimentación de la Edad Moderna en España.
En el territorio español existen las siguientes localidades que llevan el topónimo Moraleja:
- San Pablo de la Moraleja (más al sur de las Panaderas)
- Moraleja de Matacabras (cerca de Arévalo)
- Moraleja de Cuéllar y Moraleja de Coca (en Segovia)
- Moraleja del Vino y Moraleja de Sayago (en Zamora)
- Moraleja de Enmedio y La Moraleja (en Madrid)
- Moraleja (en Cáceres)

## Geografía

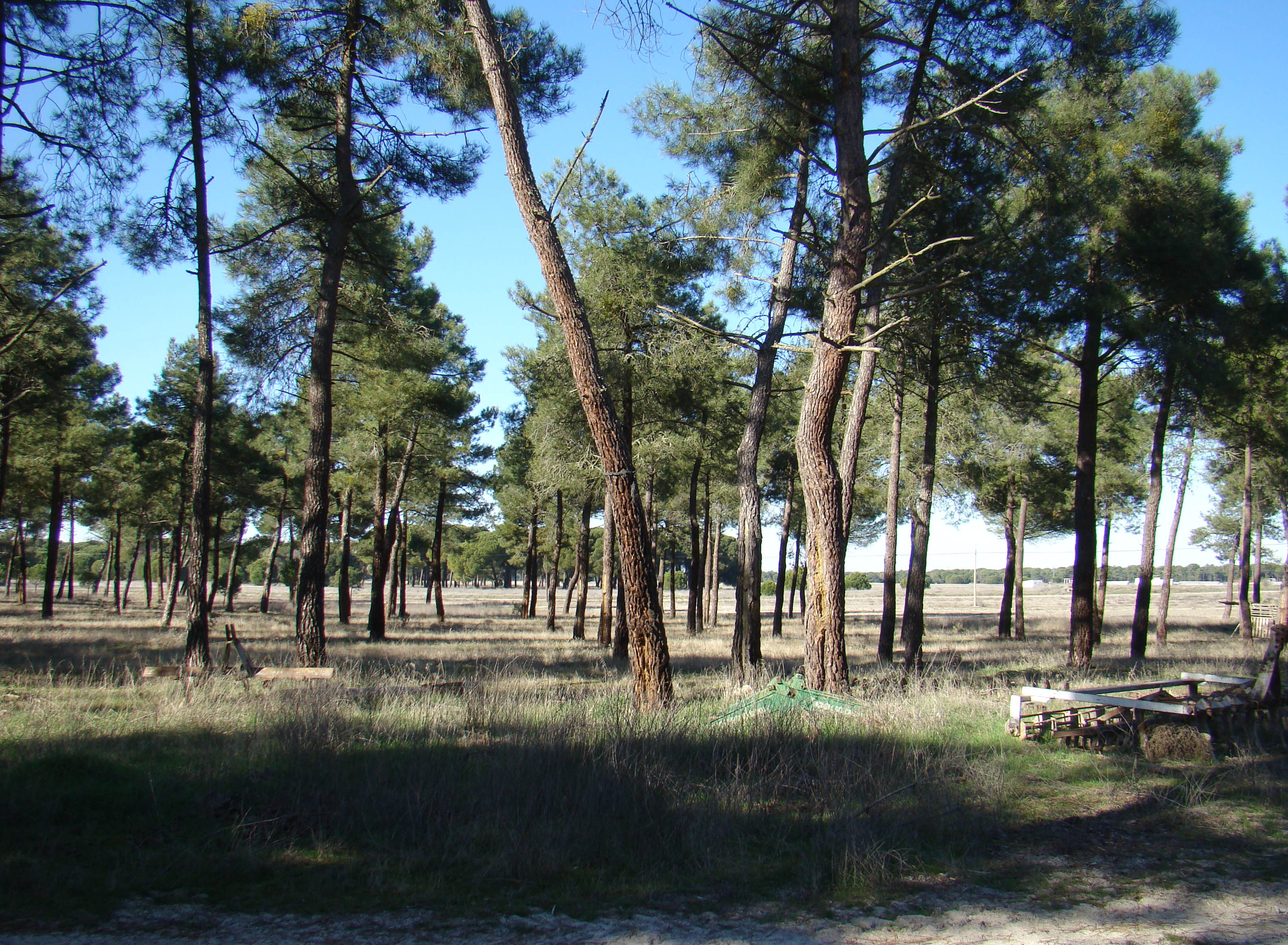
Abundan las manchas de pinares.

Esta localidad se encuentra situada a media distancia entre Olmedo y Medina del Campo. Los pueblos más próximos con cuyo término limita son: Pozal de Gallinas y Calabazas al norte; Gomeznarro y San Vicente del Palacio al sur; La Zarza al este; Medina del Campo al oeste. Un poco más alejados están Ramiro y Ataquines hacia el sureste y Olmedo hacia el noroeste.
El término de Moraleja de las Panaderas se encuentra asentado entre dos paisajes castellanos denominados como Campiñas del Sur del Duero y Tierra de Pinares. Abundan las manchas de pinares cuya explotación ha sido en gran medida base de la economía de sus habitantes. La agricultura es el otro factor económico. Los bosques de pinares son de dos tipos: pino albar o piñonero y pino negral o resinero. La cercanía geográfica de Moraleja con respecto a la próspera ciudad de Medina del Campo ayudó a que aquella mantuviera en siglos pasados un auge que fue perdiendo con el devenir de los tiempos.

## Historia

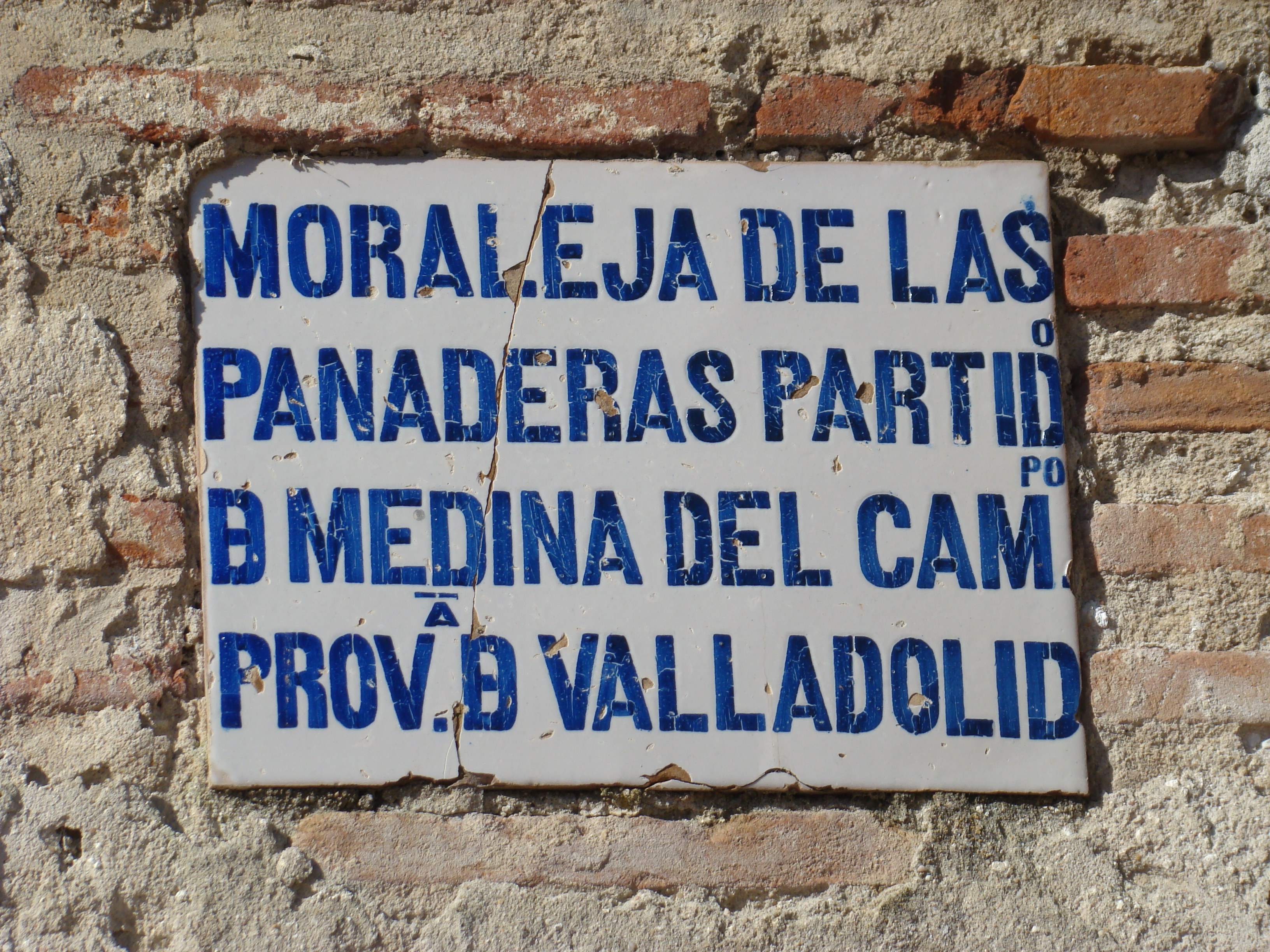
Fue Partido Judicial de Medina del Campo.

El documento más antiguo que se conoce hasta el momento y en el que aparece un dato que se refiere a esta localidad data de 1250; en él se da noticia del pago de dos maravedíes de Moraleja a la iglesia y Obispo de Ávila.
La historia de Moraleja está considerablemente ligada al devenir de Medina del Campo. Moraleja formó parte de la Comunidad de villa y tierra de Medina del Campo –que fue formándose a lo largo del siglo XII-. Fue una aldea más que siguió el régimen de organización correspondiente a este tipo de administración. Como toda aldea o lugar tuvo su término territorial y su Consejo propio que se ocupaba de la regulación de pastos y montes comunales.
Durante el reinado de los Reyes Católicos la Comunidad de villa y tierra evolucionó y muchos de los lugares que formaban parte de ella se convirtieron en realengos. En el siglo XV apareció la figura del corregidor real nombrado por el rey y ejerciendo la autoridad en su nombre. Controlaban y tenían poder administrativo, judicial, fiscal y militar.
En el siglo XVII algunos de estos lugares de la Comunidad habían desaparecido, mientras que otros, como Moraleja, se mantuvieron con el mismo número de habitantes. Y al llegar al siglo XVIII siguió siendo un lugar de Medina porque nunca pudo comprar el título de villa, como hicieron otros pueblos.
En época de la Edad Moderna, Moraleja evolucionó a lugar de realengo, aunque continuó perteneciendo administrativamente a la Tierra de Medina del Campo y más tarde a su comarca. Así puede verse en el Catastro de Ensenada de 1752, donde se dice que pertenece a la provincia de Valladolid. Medina del Campo y Moraleja formaron desde entonces parte de la provincia de Valladolid con autonomía política y personalidad jurídica plena, según reza el artículo 140 de la Constitución Española.

### El progreso
El pueblo, sus instalaciones y sus costumbres fueron transformándose a través de los tiempos lo mismo que sucedió en los pueblos de los alrededores, con la excepción de que Moraleja sufrió mucho retraso en las instalaciones modernas de servicios indispensables (agua, luz, etc.) siendo el último pueblo de la provincia de Valladolid que recibió el abastecimiento de agua en cada casa y el alcantarillado correspondiente.
El alumbrado de las casas y las calles se venía haciendo desde tiempos lejanos con la ayuda de las lámparas de carburo, el candil y farol de aceite, las simples velas y en la cocina la llama del hogar. Había un depósito en el pueblo donde se almacenaba el carburo.
En 1920 y procedente de Gomeznarro llegó la luz eléctrica a Moraleja, pero era una toma tan pobre que se siguieron usando los otros recursos durante muchos años. En cada vivienda sólo podían tener tres bombillas de 15 vatios y en las calles, en determinadas esquinas, una. La potencia y su consumo se fueron regulando y aumentando gracias a las centrales eléctricas, pero el alumbrado público no tuvo nunca una gran fuerza hasta que se reguló entre 1991-92, adoptando lámparas de vapor de mercurio.

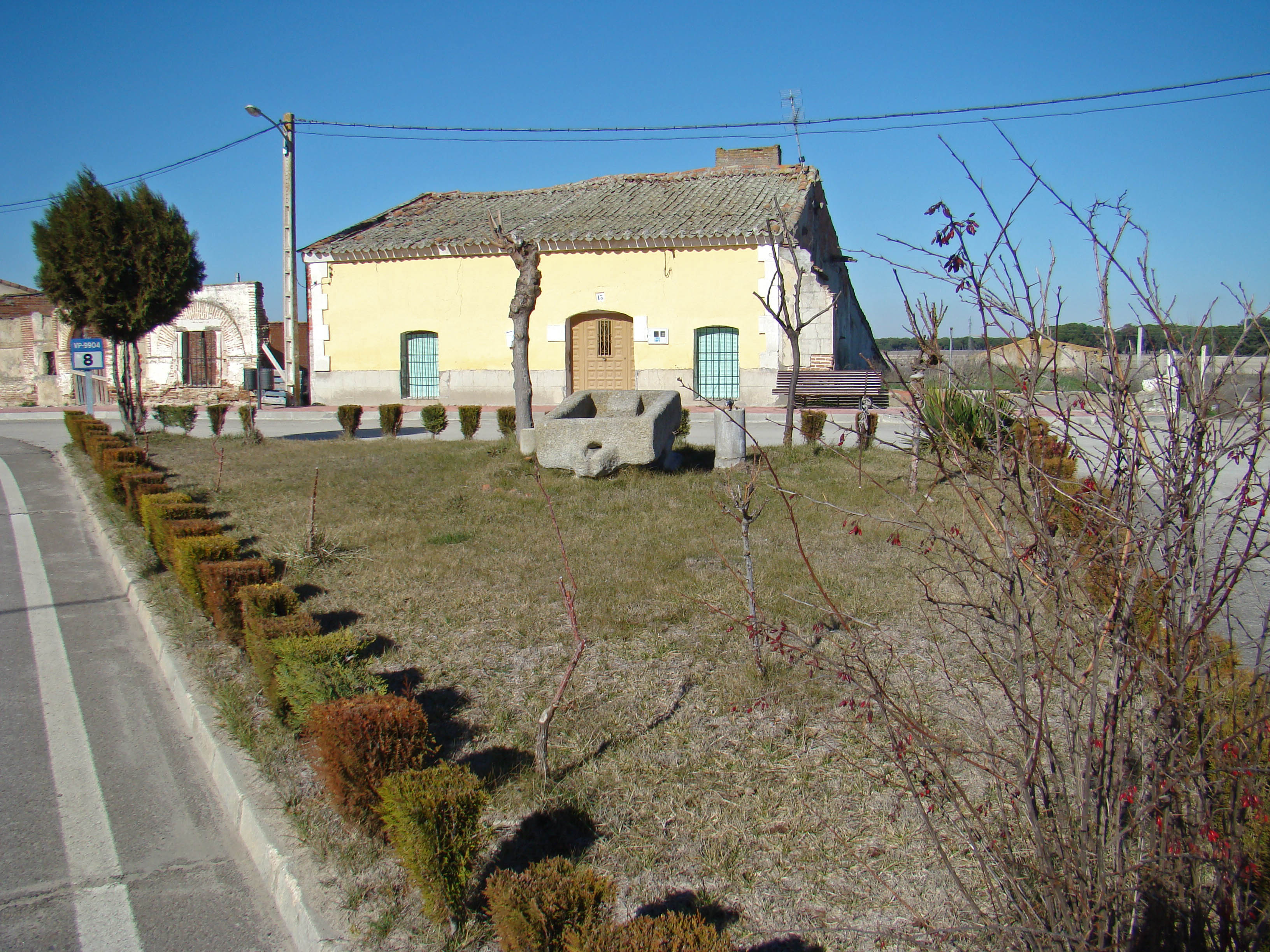
Antiguo lavadero de piedra.

En Moraleja de las Panaderas se obtenía agua de los pozos con gran facilidad pues se encontraba a poca profundidad. El primer pozo que se conoce es el que está al final de la calle que lleva su nombre, calle del Pozo, cerca del transformador de la luz. Después se perforó otro cercano que subsiste. 

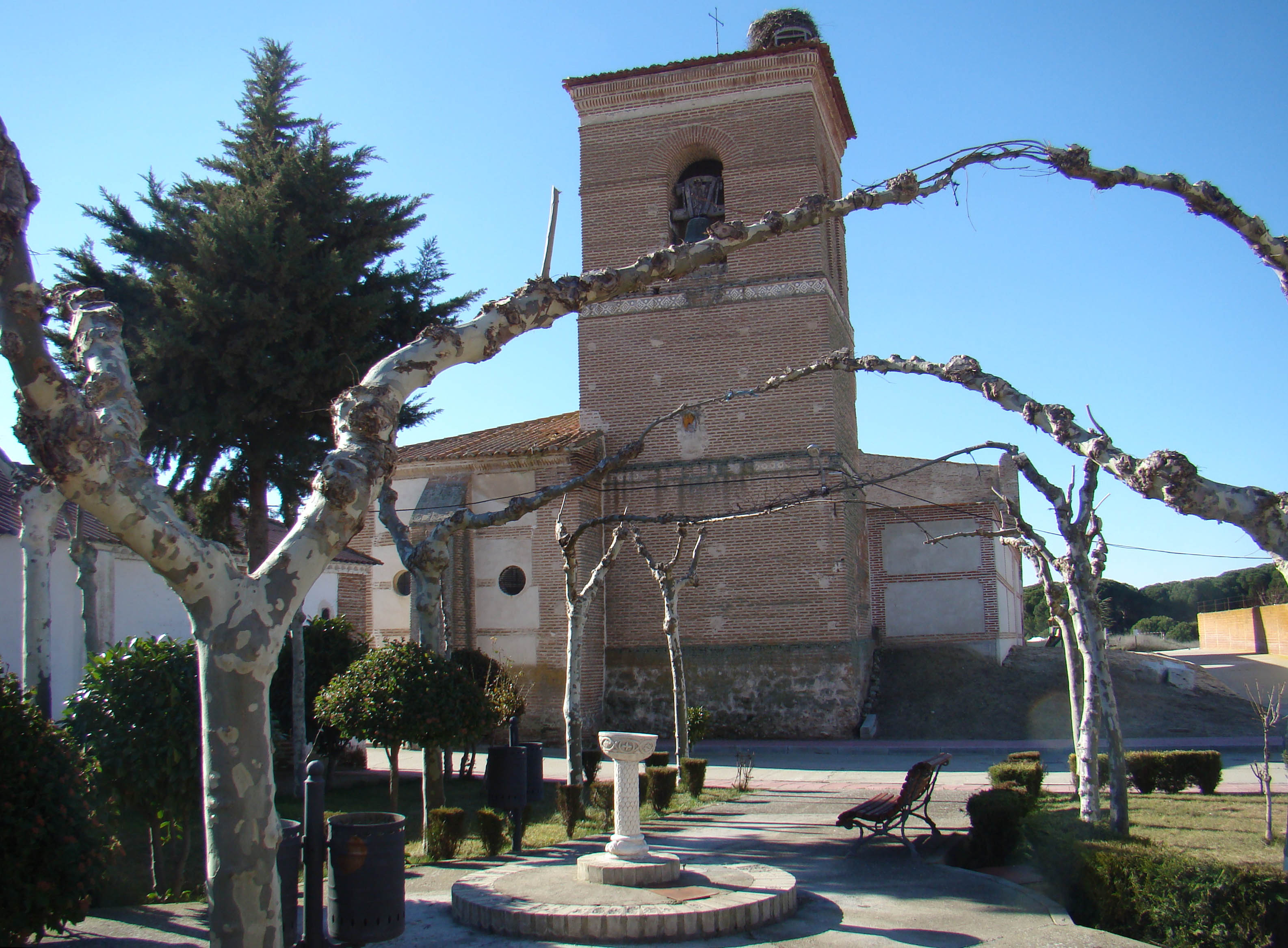
Nueva fuente pública instalada frente a la iglesia.

También hubo siempre un caño a las afueras del pueblo, con agua potable, del que se abastecía la población. Junto a este caño estaba el pilón o lavadero donde las mujeres lavaban cuando no iban a realizar esa labor en los labajos cercanos y a veces en las propias casas, en sus artesas. El pilón pasó a ser un recuerdo histórico, adornando el centro de los jardines de la plaza Mayor.
En 1981 se hizo un sondeo y se instaló la bomba y transformador para distribuir el agua a todos los domicilios así como la red de saneamiento con fosa séptica. El depósito de agua puede verse junto al campo de fútbol. Se hizo un ramal principal que llegó hasta la nueva fuente pública instalada frente a la iglesia pero hasta 1989 no contaron con agua en las casas y fue en 1995 cuando por fin se consiguió la canalización y modernización de la traída de agua.
El teléfono público más cercano durante los años 1960 estaba en las localidades llamadas La Zarza y Gomeznarro. En 1970 se consiguió en Moraleja la instalación de un teléfono en una casa particular cuyo servicio era incondicional día y noche para toda la comunidad. 
La pavimentación de una pequeña parte del pueblo no llegó hasta 1992. Se pavimentó en primer lugar la calle de la Iglesia y la calle del Pozo; en 1997 se pavimentó la plaza Mayor y en el 2000 la calle llamada Cuatrocalles; así sucesivamente hasta dejar todo el pueblo bien acondicionado. Moraleja de las Panaderas entró en el siglo XXI siendo una aldea pequeña, con una población de 48 personas empadronadas en el año 2008. En los alrededores del pueblo se han ido levantando nuevas viviendas destinadas al ocio y a las vacaciones.

## Geografía humana

### Demografía
Cuenta con una población de 38 habitantes (INE 2024).
| Gráfica de evolución demográfica de Moraleja de las Panaderas entre 1842 y 2021                                       |
| |
| Población de derecho según los censos de población del INE. Población de hecho según los censos de población del INE. |

| 19                         | 29 | 38 | 34 | 48 | 42 |
| (Fuente: [cita requerida]) |    |    |    |    |    |

### Economía

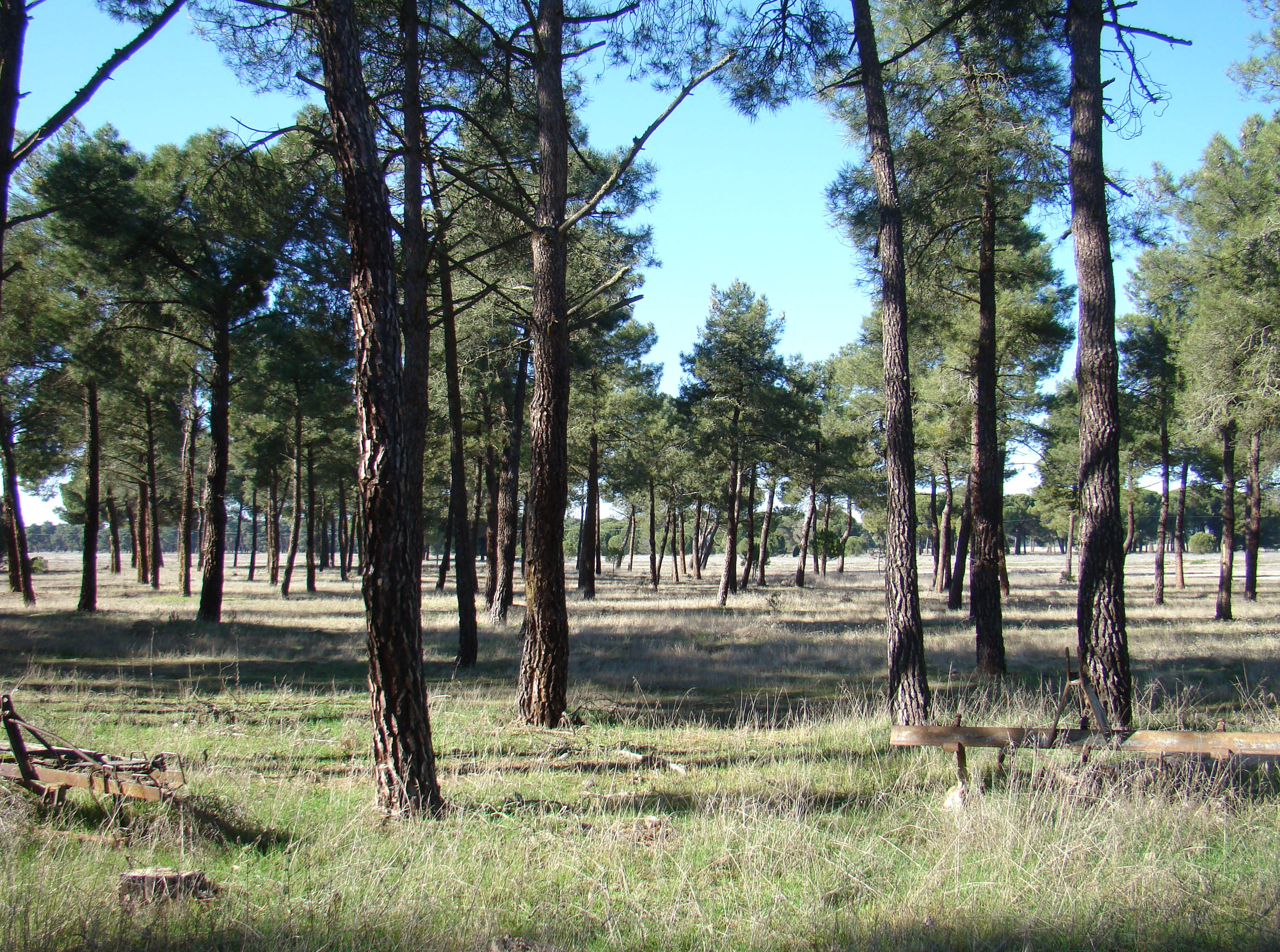
Pinares en el término municipal.

Desde tiempos antiguos la economía de Moraleja dependió del sector primario: agricultura y ganadería. Tradicionalmente se venía plantando trigo, cebada, avena y leguminosas, siendo el trigo el cereal principal. Se plantaba la variedad llamada candeal, que se adaptaba muy bien al clima y al tipo de tierra del lugar.
La plantación de pinos, albar y negral había comenzado a finales del siglo XIX, siendo el más conveniente el negral o resinero. La extracción de la resina comenzaba a principios de marzo y terminaba en noviembre por la fecha de Todos los Santos. La resina empezó a no ser rentable a partir de los años 1960 en que este producto se podía obtener de manera artificial y en laboratorio.
A mediados del siglo XX comenzaron las plantaciones de regadío con el cultivo de hortalizas y melones, lo que contribuyó en gran medida a una mejora de la economía. En los años 1960, las labores del campo se modernizaron con la importación de maquinaria, lo que supuso al mismo tiempo el desempleo de trabajadores agrícolas y de las cuadrillas de segadores provenientes de Galicia. El desempleo de la mano de obra agrícola provocó la emigración de una gran parte de los habitantes a ciudades industrializadas como Barcelona y Vizcaya, incluso al extranjero como a Francia, Suiza y Alemania.
La ganadería era la propia de cada familia, vacas, mulas, asnos y caballos que se utilizaban para las faenas del campo. Pero también había rebaños de ovejas, sobre todo de ovejas merinas que proporcionaban lana con la que se comerciaba.

### Urbanismo

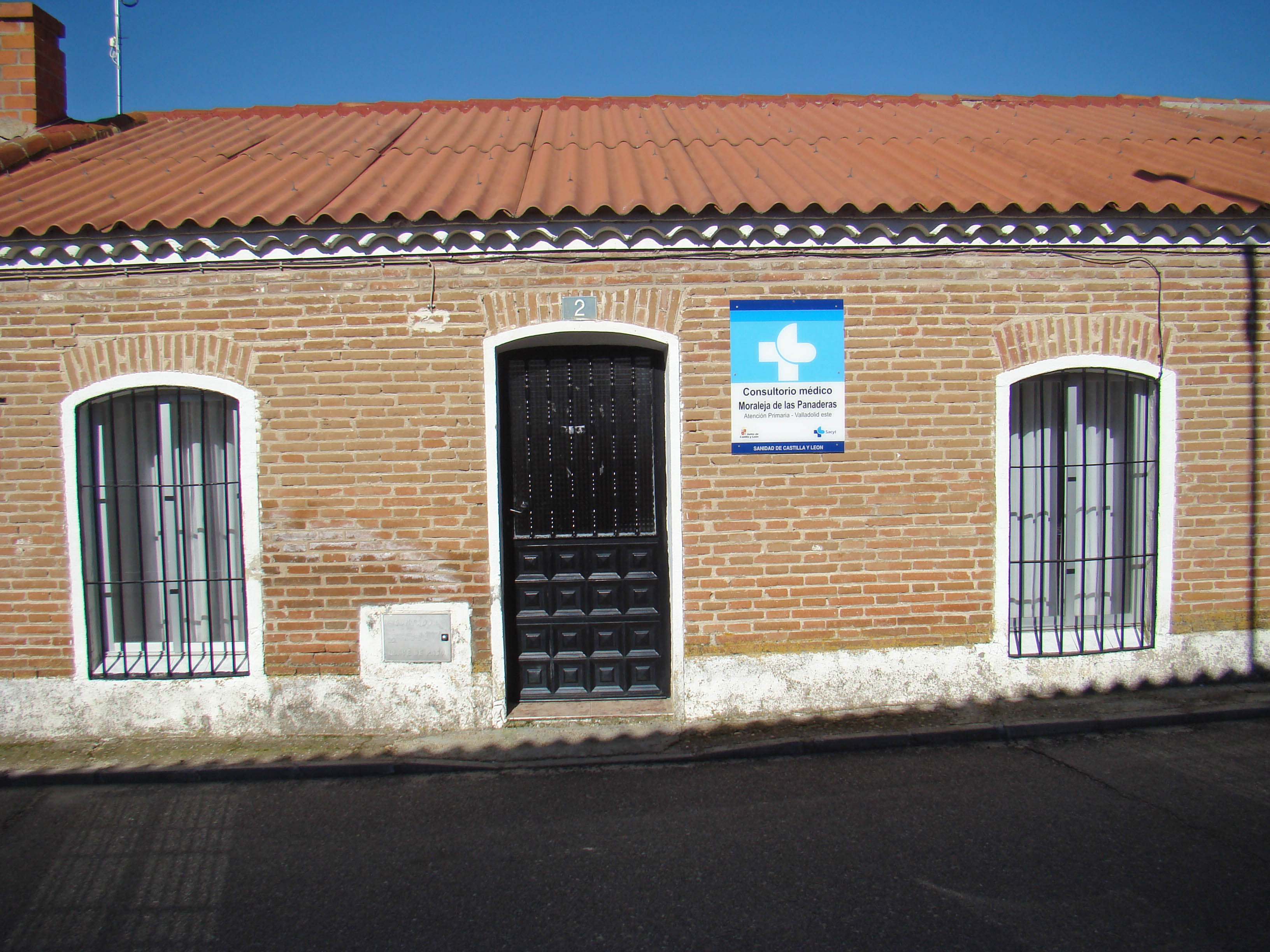
Casa tradicional donde de ubica el consultorio médico, con la puerta en medio y una ventana a cada lado.

En Moraleja de las Panaderas no hubo nunca ni palacios ni casas solariegas. La vivienda tradicional de arquitectura popular era de una sola planta con puerta de acceso en el centro y una ventana a cada lado. El corral solía estar en la parte trasera y a veces a un costado. En este espacio había siempre un cobertizo para guardar la leña que servía de combustible para la cocina, el horno de pan y la gloria.
La distribución de la vivienda era sencilla y de acuerdo con las necesidades de un pueblo ganadero y agricultor. Había un pasillo que distribuía las habitaciones y comunicaba con la cuadra. Las habitaciones tomaban el nombre de salas; cada sala estaba dividida por un arco que separaba la alcoba para dormir de la sala de estar. Había una cocina con su despensa. Se disfrutaba de una calefacción por el sistema de gloria que consistía en la circulación de aire caliente a través de una cámara bajo el suelo. La gloria se encendía quemando papel y sobre todo paja. Fue una herencia del hipocausto romano y se usó en Castilla desde épocas muy antiguas, perdurando en el tiempo por ser un sistema barato y fácil de instalar.

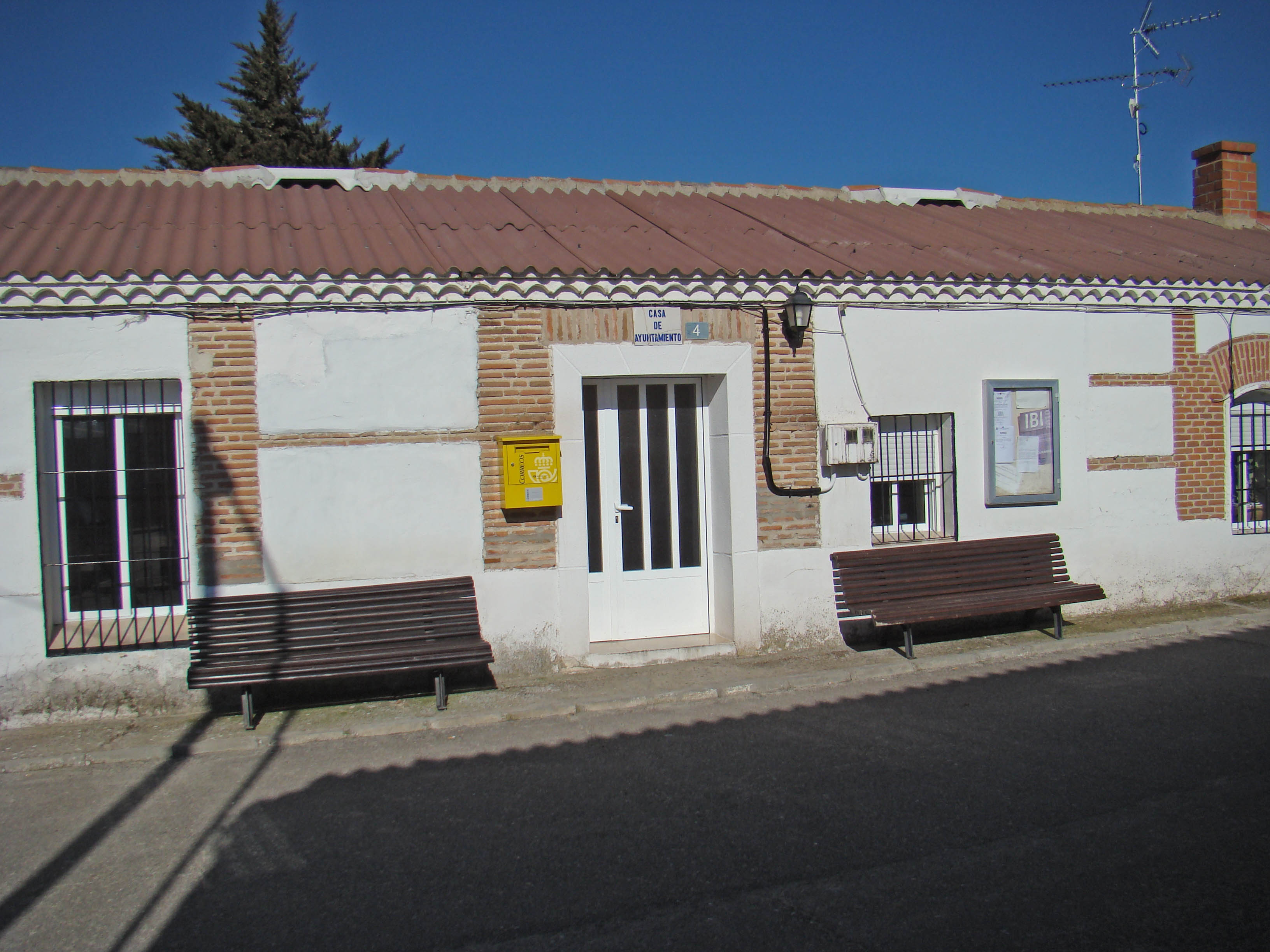
Casa del Ayuntamiento.

La casa tenía arriba un piso abuhardillado llamado sobrado, equivalente al fallo gallego o al pomaral del Valle de Arán, donde se guardaban las simientes, las patatas, las uvas y hasta algún utensilio de labranza. Se usaba también como desván para guardar trastos.
La escuela estuvo en los primeros tiempos en un cuarto del Ayuntamiento; después se construyó un modesto edificio de una sola planta, cuadrado y encalado. La enseñanza se regía por la ley de Moyano. Se mantuvo en uso hasta 1970; después, los pocos niños que había se desplazaban a Medina del Campo.
Las dependencias del edificio antiguo del Ayuntamiento se ampliaron con la casa contigua que en su origen fue la vivienda de la maestra. En este lugar se puso el dispensario médico hasta que se edificó un consultorio.
En el pueblo existían algunos establecimientos públicos como una cantina, una taberna y algún horno.

#### Calles principales

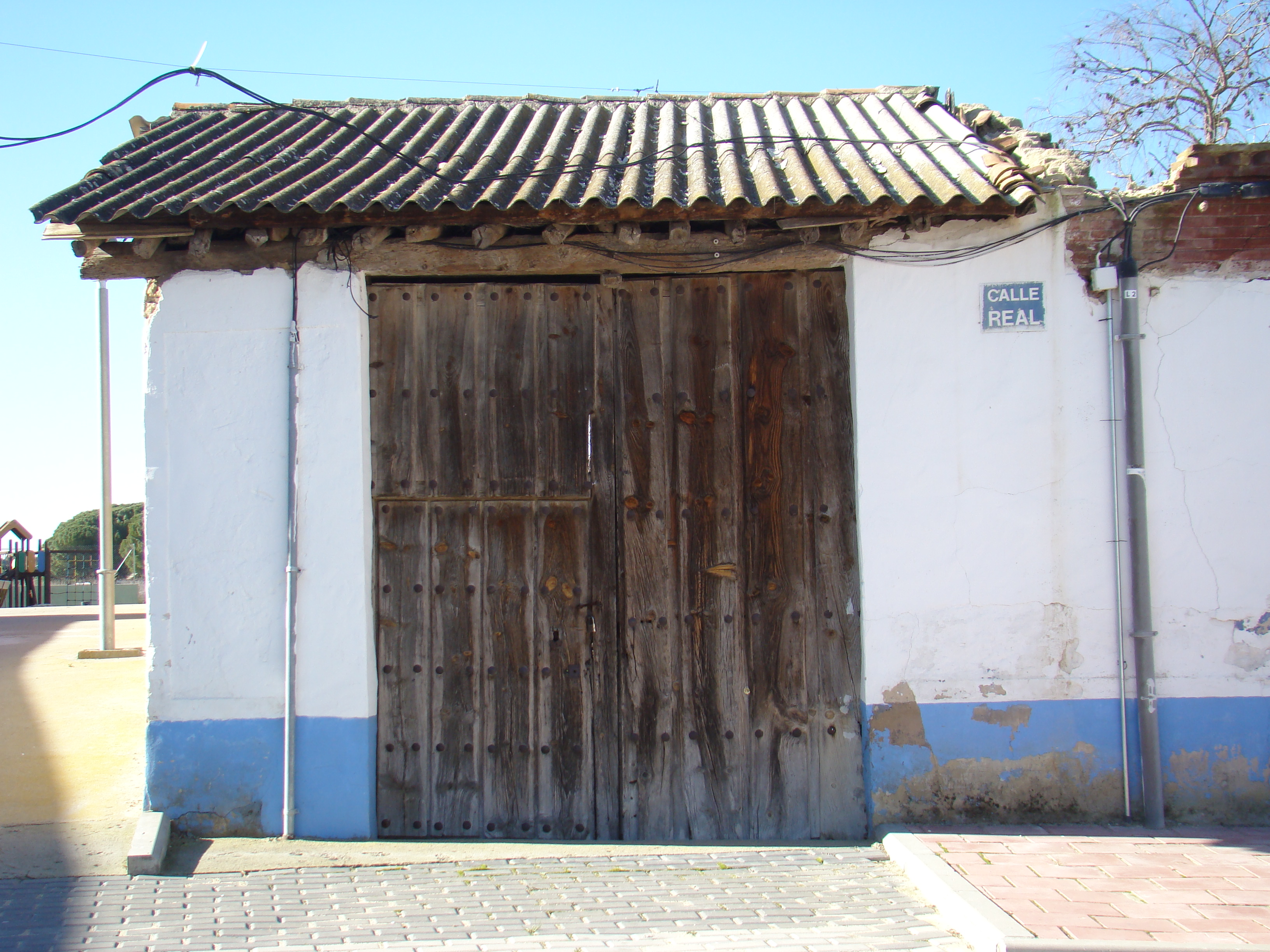
Arquitectura popular en la calle Real.

- Carretera de Medina que une los dos núcleos y que fue una vía muy importante para el desarrollo de Moraleja de las Panaderas.
- Calle Real, que no es otra que la actual carretera que conduce hasta la localidad de La Zarza.[nota 2]
- Plaza Mayor que estuvo siempre en el centro del pueblo.
- Calle de la Iglesia que llega desde la iglesia a la plaza Mayor.
- Calle de Arriba, desde Cuatro Calles en dirección al lugar llamado Prados Altos, saliendo del pueblo.
- Calle de Cuatro Calles, encrucijada que daba acceso a varias calles y que después se integró en la calle de Arribas, de la que forma parte.
- Calle del Pozo. Conducía hasta el pozo del cual se servían los habitantes de Moraleja; tuvo utilidad hasta 1989.

## Cultura
Las fiestas patronales de Moraleja de las Panaderas se celebran desde antiguo el 20 de mayo, por San Boal. El 26 de julio se celebra la fiesta chica. Es el día de Santa Ana, copatrona con San Boal. Estos festejos se celebran con actos religiosos, comidas especiales, juegos de pelota, petanca, juegos populares, encierros de toros, bailes, amenizado todo ello a veces con fuegos artificiales. En otros tiempos se celebraba también la fiesta de San Antón (17 de enero), con una misa y la bendición de los animales.

### San Boal
San Boal es el patrono de Moraleja y Santa Ana es la patrona secundaria. La fiesta de San Boal es el 20 de mayo.
San Boal (o San Baudélico) es un santo del calendario mozárabe. El antropónimo Boal aparece en los calendarios antiguos pero se va perdiendo a partir de la época del Cardenal Cisneros sustituyéndose por Baudelio o Baudilio. En catalán se mantiene la forma Boi para algunos topónimos. Es un santo de origen franco donde era llamado Baudille, Bauzille o Baudile. Sufrió martirio en la ciudad de Nîmes en el siglo IV durante el mandato del emperador Juliano el Apóstata. Tuvo muchos seguidores y tras su muerte muchos devotos que se reunían en secreto en el lugar concreto donde había sido enterrado, junto a una fuente. Más tarde se levantó allí una iglesia donde se le daba culto. Muchas de sus reliquias llegaron a España en época de la repoblación (siglo XI), traídas por clérigos francos quienes impulsaron su culto y devoción. En varias provincias castellanas, catalanas y de La Rioja subsiste el nombre de San Boal (a veces Samboal), bien en la dedicación de iglesias, bien en la toponimia.

## Patrimonio
La iglesia de San Boal

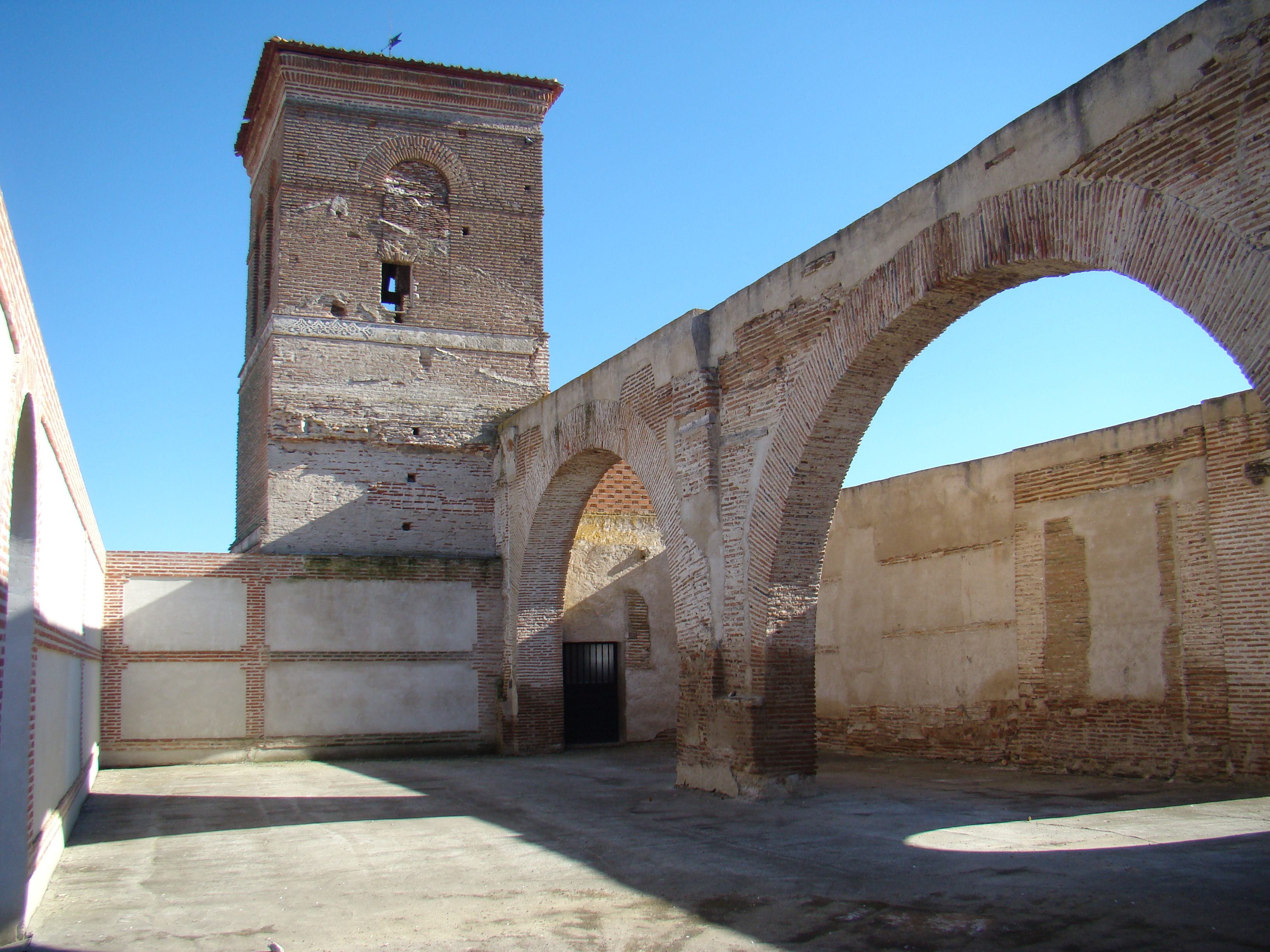
Interior de las ruinas de la iglesia de San Boal.

Existen las ruinas consolidadas del edificio de la iglesia, algunos muros y algunos arcos del interior. Se mantiene en pie la torre con su campanario y una campana que subsiste por voluntad y protección de los habitantes del pueblo. Fue un edificio de tamaño aceptable, bien amueblado con objetos religiosos e imágenes de culto. Debido a la pobreza de materiales empleados, a las malas y tardías reparaciones, la iglesia fue perdiendo solidez hasta que su derrumbe –comenzando por la techumbre, en los años 1960– fue en aumento de forma inevitable.
La iglesia tenía dos naves separadas por pilares en los que descansaban arcadas de medio punto. Las naves estaban cubiertas con techo plano mientras que en la capilla mayor había una bóveda de arista con yeserías del siglo XVIII. Tuvo coro alto a los pies. 

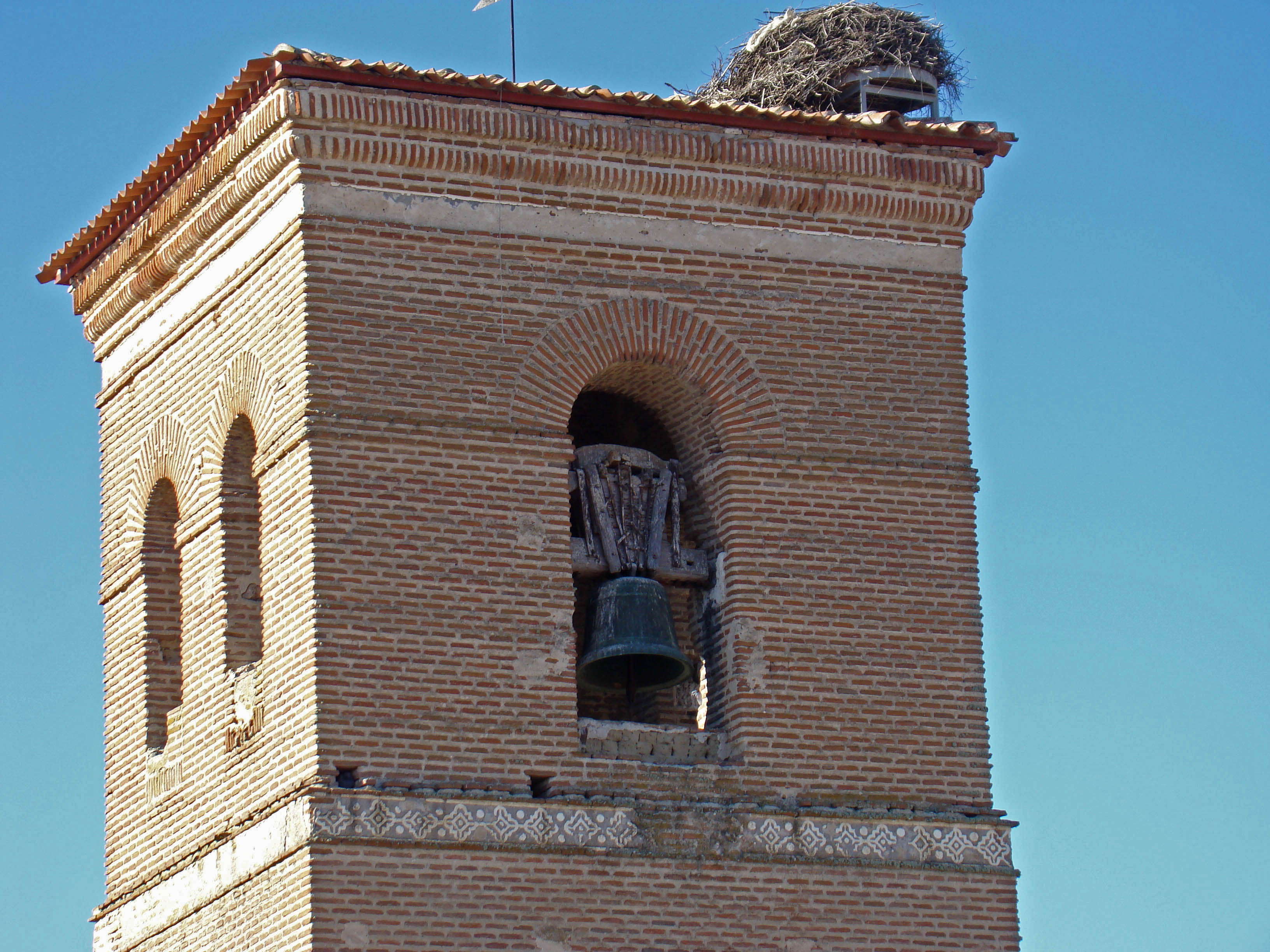
Campanario de la torre.

La torre, que se mantiene en pie, está adosada a la cabecera. Sus tres cuerpos, construidos en ladrillo se levantan sobre basamento de hormigón. Estuvo a punto de hundirse en varias ocasiones hasta que en 1627 se derrumbó la mitad y hubo que rehacerla. Junto a la torre está la sacristía, de planta cuadrada y bóveda con yeserías del siglo XVIII. Es el único espacio que ha resistido la ruina y en su interior se ha venido celebrando el culto religioso de la misa.
El edificio sufrió constantes reparaciones en muros, puertas, tejados; durante el siglo XVIII fue preciso hacer más obras de consolidación y pavimentación, sin llegar nunca a impedir el mal estado, y durante el siglo XIX también, hasta que en la segunda mitad del siglo XX el derrumbamiento fue total e irreversible, coincidiendo con el momento de mayor despoblamiento del lugar, por lo que se procedió al desmantelamiento de los bienes muebles. Fue a comienzos del siglo XXI cuando se decidió consolidar las ruinas para conseguir que su aspecto no fuera deplorable ni su estado peligroso.

### Algunas obras de arte de la iglesia
En el inventario de 1603 se menciona el retablo mayor antiguo, que era de pinturas y otros distribuidos por las naves: retablo de San Andrés, retablo de San Esteban, en el lado de la Epístola. Retablo del Rosario en el lado del Evangelio, más altares de la Concepción y del Santo Cristo. Había una pila de bautismo protegida por una reja de madera.
En el inventario de 1701 se mencionan las imágenes de un Niño Jesús, dos Vírgenes, una Santa Bárbara, Santa Águeda, San Sebastián y dos crucifijos.
Los inventarios de 1605 y 1701 mencionan también la numerosa orfebrería y en el libro de cuentas se dice que Valtierra –platero de Medina– arregló en 1778 el incensario. En ese mismo libro se describe un pendón y dos frontales cuyo trabajo hay que pagar a Nicolás Mateo, bordador de Medina (1606). Se menciona que Felipe Duarte arregla el órgano en 1718 y de nuevo lo repara Manuel González Galindo entre 1751 y 1753, maestro organero de Palencia y titular de la abadía de Medina del Campo. En 1850 se sustituye por un órgano nuevo.

### Patrimonio perdido
- Ermita de Santa Ana

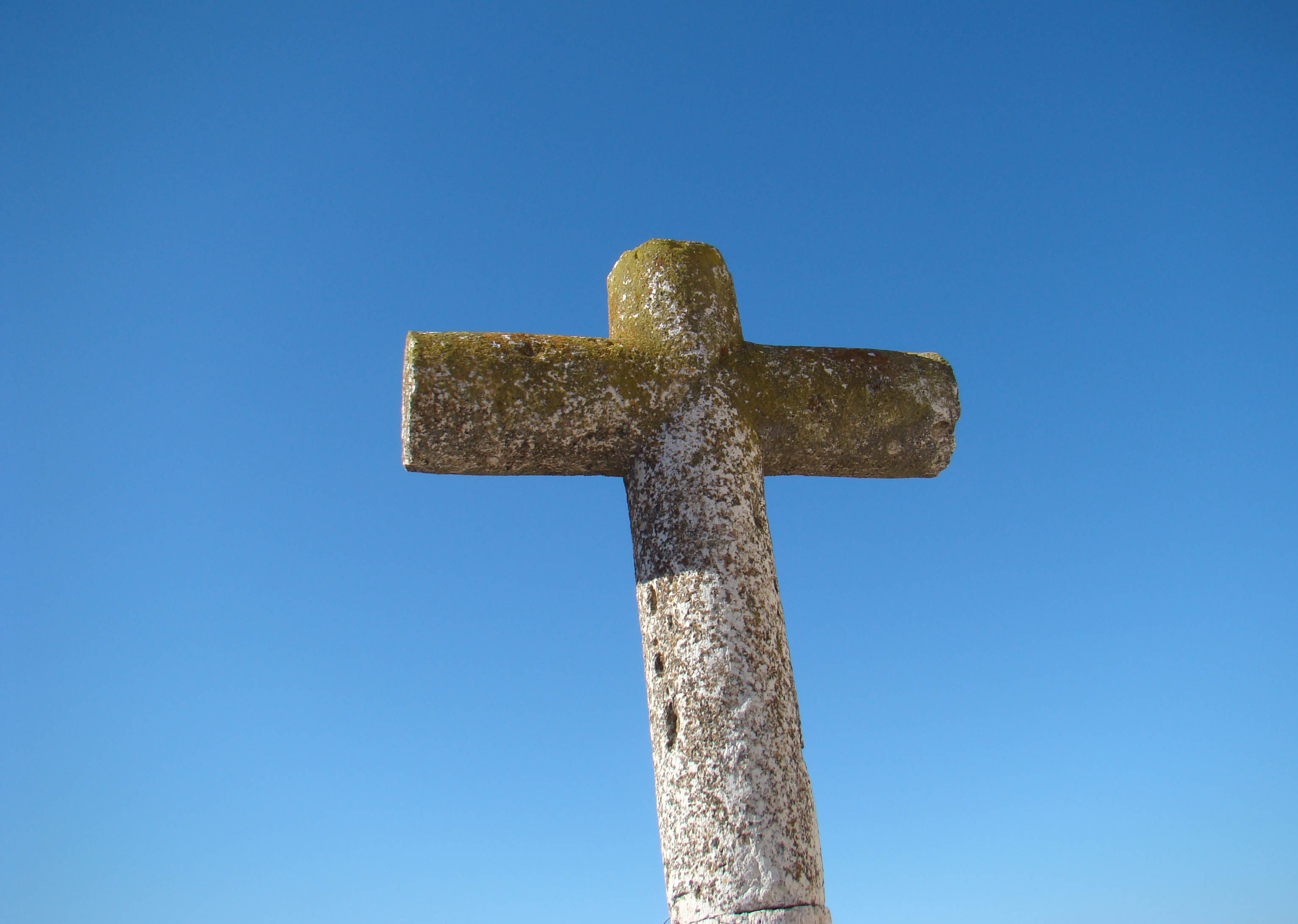
Cruz de piedra perteneciente a la ermita de Santa Ana.

Aparte del edificio de la iglesia del cual solo quedan ruinas consolidadas, se considera como patrimonio perdido la ermita de Santa Ana que en 1796 debía estar ya casi en ruinas pues se ordena su demolición. Se había retejado en 1742 bajo la supervisión del maestro de obras de Medina del Campo, Manuel Ángel. En 1756 se encargó una nueva imagen de Santa Ana y un retablo que tenía que ocupar toda la altura del edificio, contratado con Isidro Plaza, catedrático de Arquitectura y Talla de la Universidad de Valladolid, vecino de Medina del Campo. En 1761 hubo que reparar el edificio, encargo que se hizo al maestro de obras Santiago Suva. En cuanto a su demolición en el libro de fábrica y visita de 1796 se dice:

... que inmediatamente mande demoler la hermita de Sta Ana y sus materiales agrega su Merced a la fabrica para ayuda de la obra que necesita, mediante aver advertido su md en la visita que de ella ha hecho estar quasi del todo arruinada.

Por tradición oral y por algunos restos materiales que pueden ser evidencia, se adivina el lugar de emplazamiento frente al cementerio, al otro lado del camino que conduce a Pozal de Gallinas. Delante del edificio había una cruz de piedra que se salvó y se llevó a otro lugar en el pueblo. 
El primer documento en que se menciona la ermita data de 1699, a propósito de una niña expósito abandonada a sus puertas.

... [bautizo] de una niña llamada Ana, de padres ignotos, que amaneció a las puertas de la ermita de Santa Ana.

La ermita tuvo su cofradía llamada Cofradía de la Gloriosa Santa Ana, con sede propia, gracias a cuyos libros puede conocerse muchos detalles entre ellos la fecha y gastos de las distintas reparaciones.
La creación de esta cofradía data de 1721 desapareciendo cuando el edificio se arruinó en 1796. Los cofrades eran pastores y labradores que tenían la obligación de entregar una oveja si era pastor o 15 reales y media libra de cera si era agricultor. El 26 de julio celebraban la festividad de Santa Ana y el día anterior tenía lugar el cambio de mayordomo. Como autoridades, además del mayordomo existían dos contadores, uno pastor y otro labrador. La cofradía tenía en propiedad un cierto número de reses de las que se ocupaba el pastor.
El día de Santa Ana se celebraba misa y procesión. En noviembre se hacían las honras a los cofrades muertos; realizaba los oficios religiosos el cura párroco de la iglesia. Las reglas decían que era obligatoria la asistencia bajo pena de dos reales si la ausencia era el día de vísperas y cuatro reales si no se asistía a la procesión y misa.